# 霍恩普里茨
霍恩普里茨（德語：Hohen Pritz）是德国梅克伦堡-前波美拉尼亚州的一个市镇，隶属于路德维希斯卢斯特-帕尔希姆县。总面积为23.75平方千米，截至2020年总人口为350人。